# Гребенщиков Олексій Євгенович
Олексі́й Євге́нович Гребенщико́в — майор Збройних сил України, відзначився у ході російського вторгнення в Україну, учасник російсько-української війни, Герой України з врученням ордена «Золота Зірка» (2023).

## Життєпис
Пілот армійської авіації Олексій Гребенщиков з перших днів повномасштабної війни самовіддано захищає Україну. 
21 березня 2022 року в надскладних умовах він виконував завдання для підтримки захисників Маріуполя. Разом зі штурманом Ігорем Харченком на вертольоті Мі-8 злетів з аеропорту Дніпра та з іншим таким вертольотом взяли курс на південний схід у напрямку міста Пологи Запорізької області й далі на Донеччину через лінію фронту. Потім узбережжям Азовського моря просто до Маріуполя. Аби збільшити шанси, вертольоти летіли на максимальній швидкості та мінімальній висоті. Вивантаження зайняло близько 20 хвилин. Вантажна кабіна була вщерть заповнена боєприпасами, «старлінками» та медикаментами, які допомогли оточеним азовцям. 
У період з жовтня 2022 по січень 2023 року планував операції під час визволення Миколаївщини та правобережної частини Херсонщини. 
Отримав високу державну нагороду 1 жовтня 2023 року з рук Президента України Володимира Зеленського в День захисників і захисниць України на території Національного історико-архітектурного музею «Київська фортеця» в присутності військово-політичного керівництва держави та іноземних дипломатів.
19 січня 2024 року під час церемонії у Маріїнському палаці Президент України Володимир Зеленський вручив 30 сертифікатів на отримання квартир військовослужбовцям Сил оборони, яким присвоєно звання Героя України, та родинам полеглих Героїв; один із сертифікатів було вручено майору Олексію Гребенщикову. 

## Нагороди
- звання «Герой України» з удостоєнням ордена «Золота Зірка» (28 вересня 2023) — за особисту мужність і героїзм, виявлені у захисті державного суверенітету та територіальної цілісності України, самовіддане служіння Українському народові.